# François Arnould Noël Simons
François Arnould Noël Simons (Amsterdam, 3 november 1779 – Utrecht, 11 juli 1843) was een Nederlands politicus.
Noël Simons was vanaf 1814 secretaris van het ministerie van Financiën en werd daar in 1816 secretaris-generaal. Hij was een technocraat die tijdens de regering van koning Willem I in 1821 tijdelijk minister van financiën was. Hij zou tot eind 1823 aanblijven als secretaris-generaal. Noël Simons overleed midden 1843 op 63-jarige leeftijd.
- Biografisch Portaal: 54779299
- International Standard Name Identifier: 0000 0003 9440 9239
- Nederlandse Thesaurus van Auteursnamen: 069946884
- Parlement.com: vg9fgops40xc
- Virtual International Authority File: 288857151
- WorldCat: E39PBJdMdCrGCc84Qb4Y9DFh73